# Pterocheilus sibiricus
Pterocheilus sibiricus är en stekelart som först beskrevs av Moravitz 1867.  Pterocheilus sibiricus ingår i släktet palpgetingar, och familjen Eumenidae. Inga underarter finns listade i Catalogue of Life.